# Īxotecuhtli
Ixotecuhtli (il cui nome  deriva dal nahuatl «īxitli», che significa «vedere» ) è il dio mēxihca e nahua della libertà nei vari sensi. 
Si dice che sia rapido come il vento e che possa attraversare i muri; viene generalmente rappresentato con le ali azzurre.